# Типовий проєкт школи № 221
221 (пізніше 2-02-07) — типовий проєкт цегляної двоповерхової школи на 280 місць. Розроблений в архітектурно-проєктній майстерні при Міністерстві просвіти РРФСР, архітектори Н. В. Алексеєв і О. П. Великанов. Школи за проєктом поширені в Росії, Білорусі й Україні.

## Опис
Пізнаваною особливістю є симетричний фасад з ризалітом на 9 кроків вікон, 3 з яких утворюють ще ризаліт з фронтоном. Бічні фасади не однакові, в 6 і 8 вікон довжиною. П-образний план з розмірами 34,3 × 20,9 м.
Одночасно з 222-м проєктом було розроблено 254-й (пізніше перейменований на 2-02-08), який немає ризаліту навколо входу три вікна шириною і щипець замість фронтону.

## Галерея

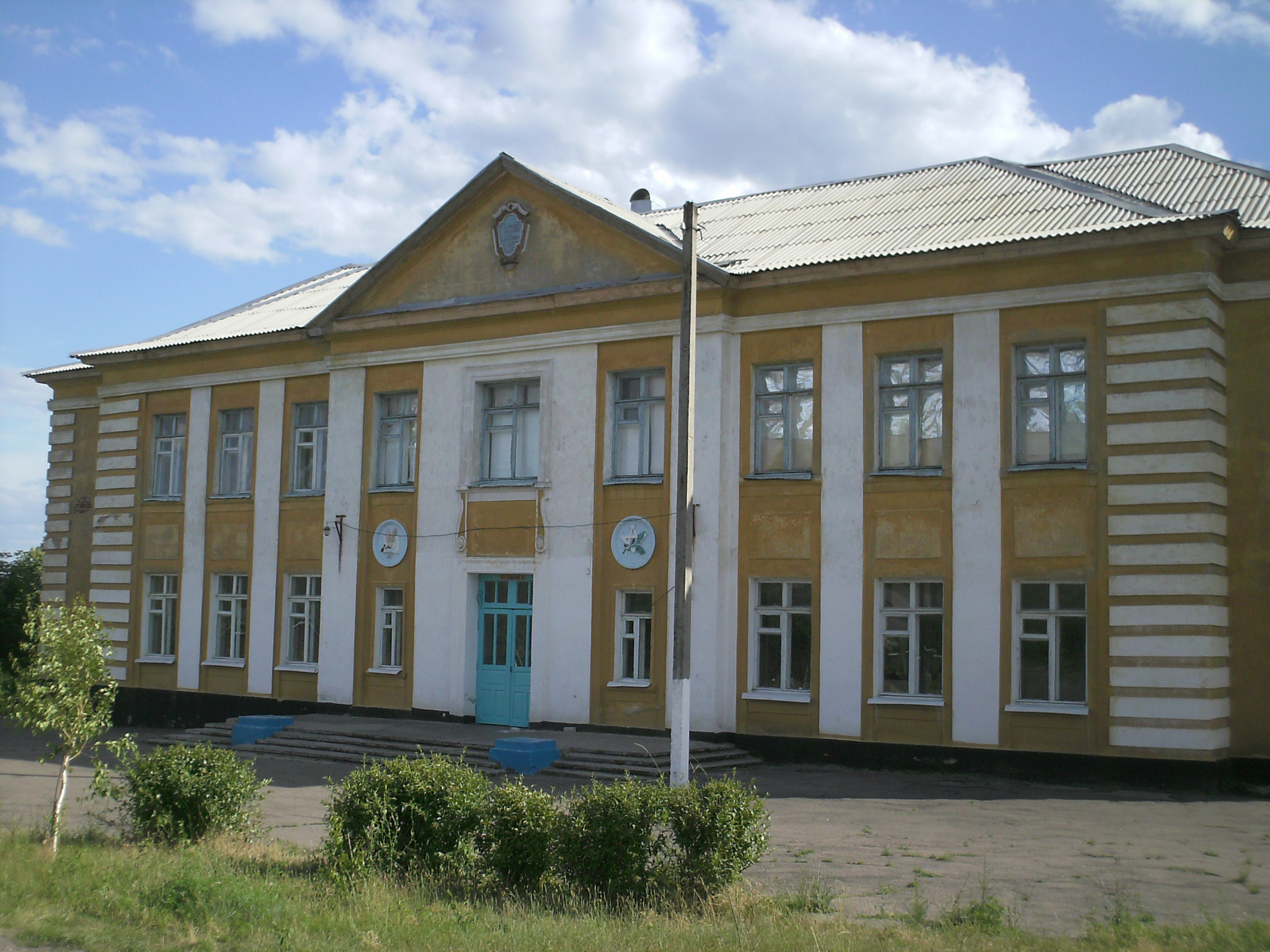
Донецька обл., Райгородок, 1952,
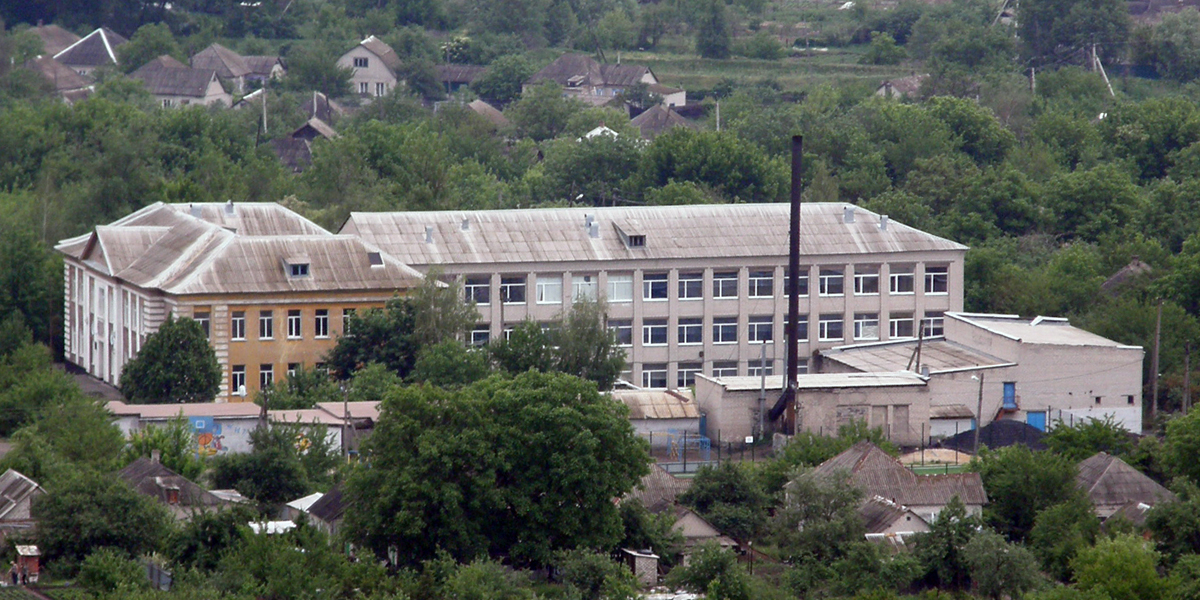
Донецька обл., Райгородок, 1952, з добудовою
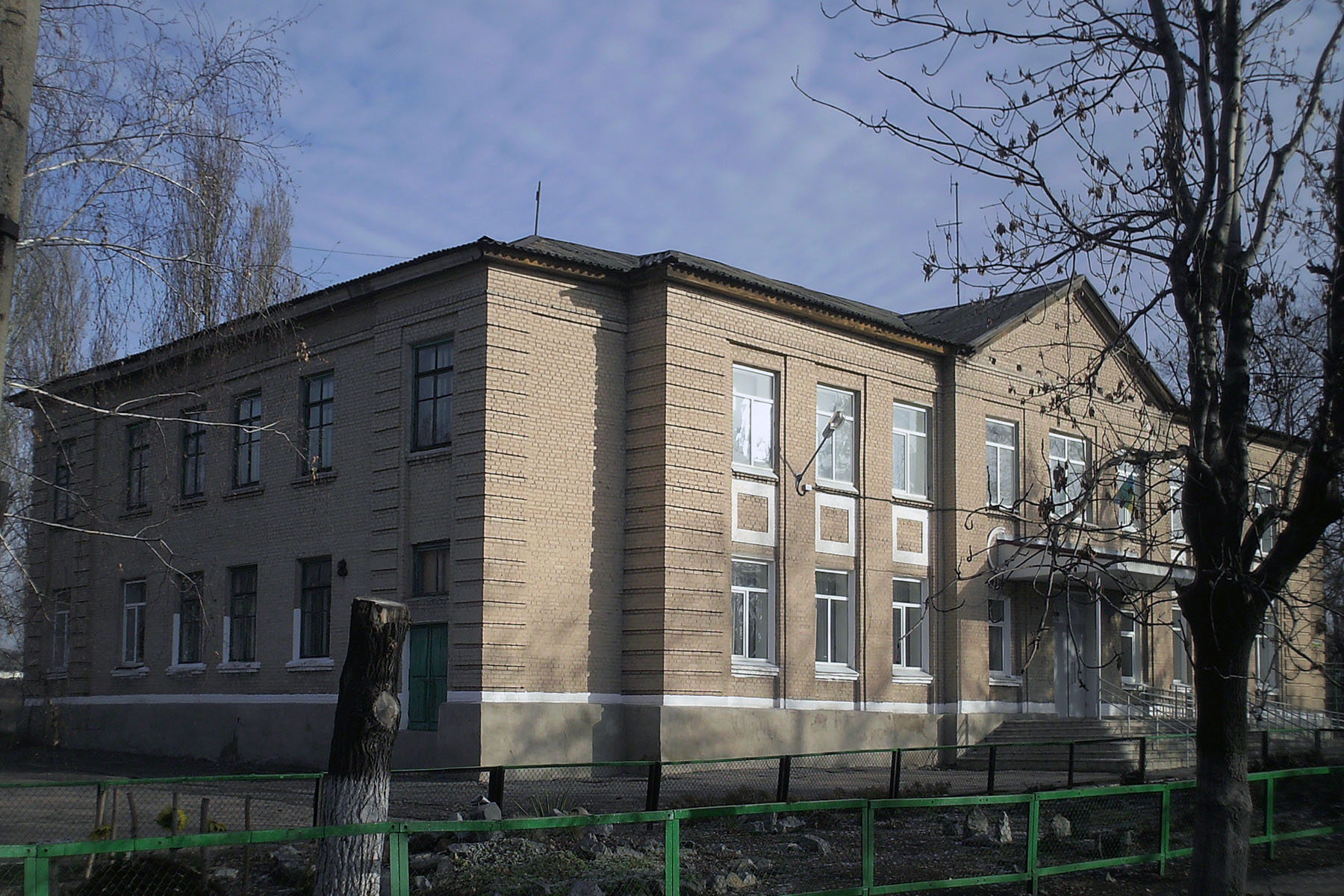
Донецька обл., Водянське, школа № 11, 1953
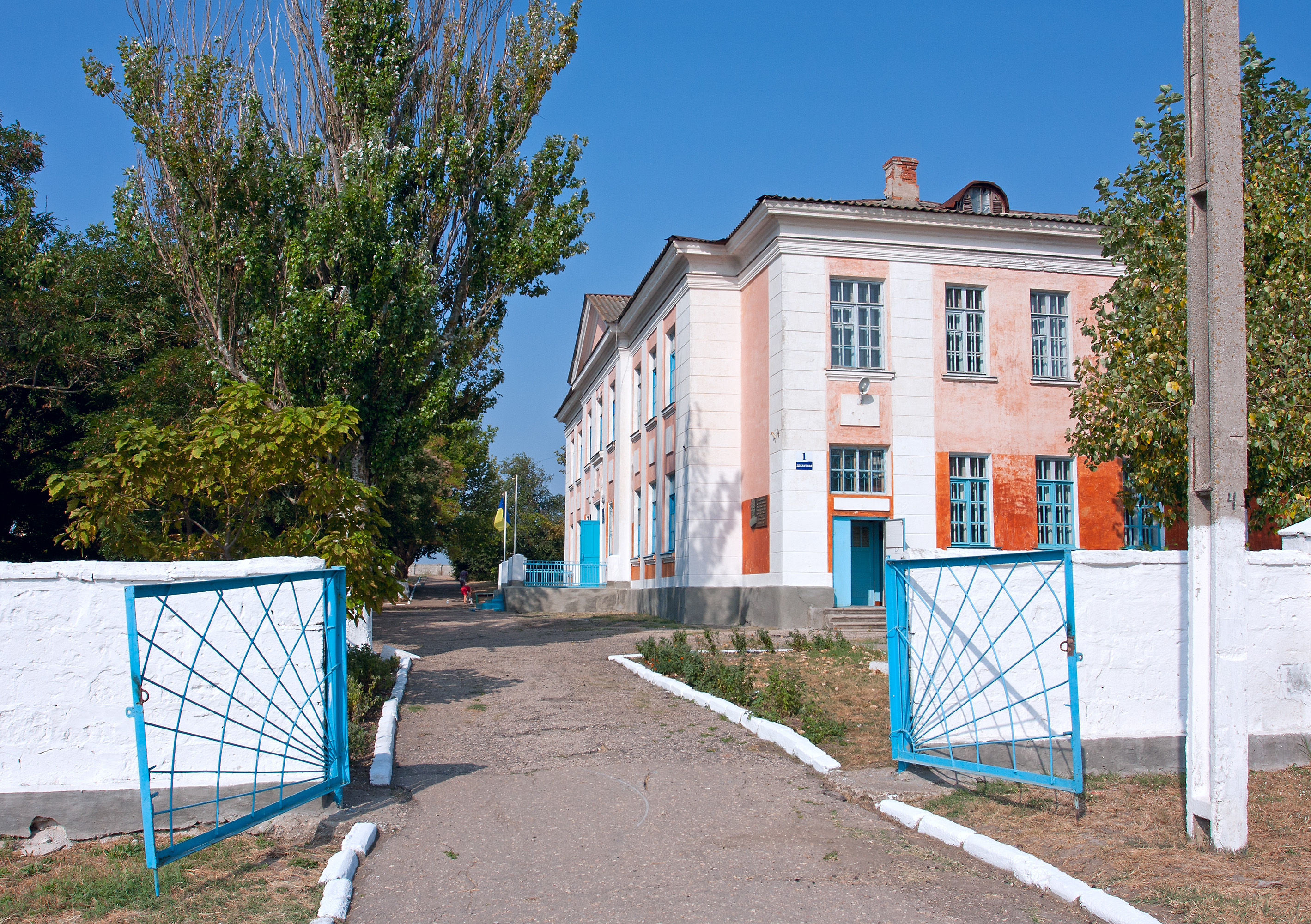
Керч, школа № 21
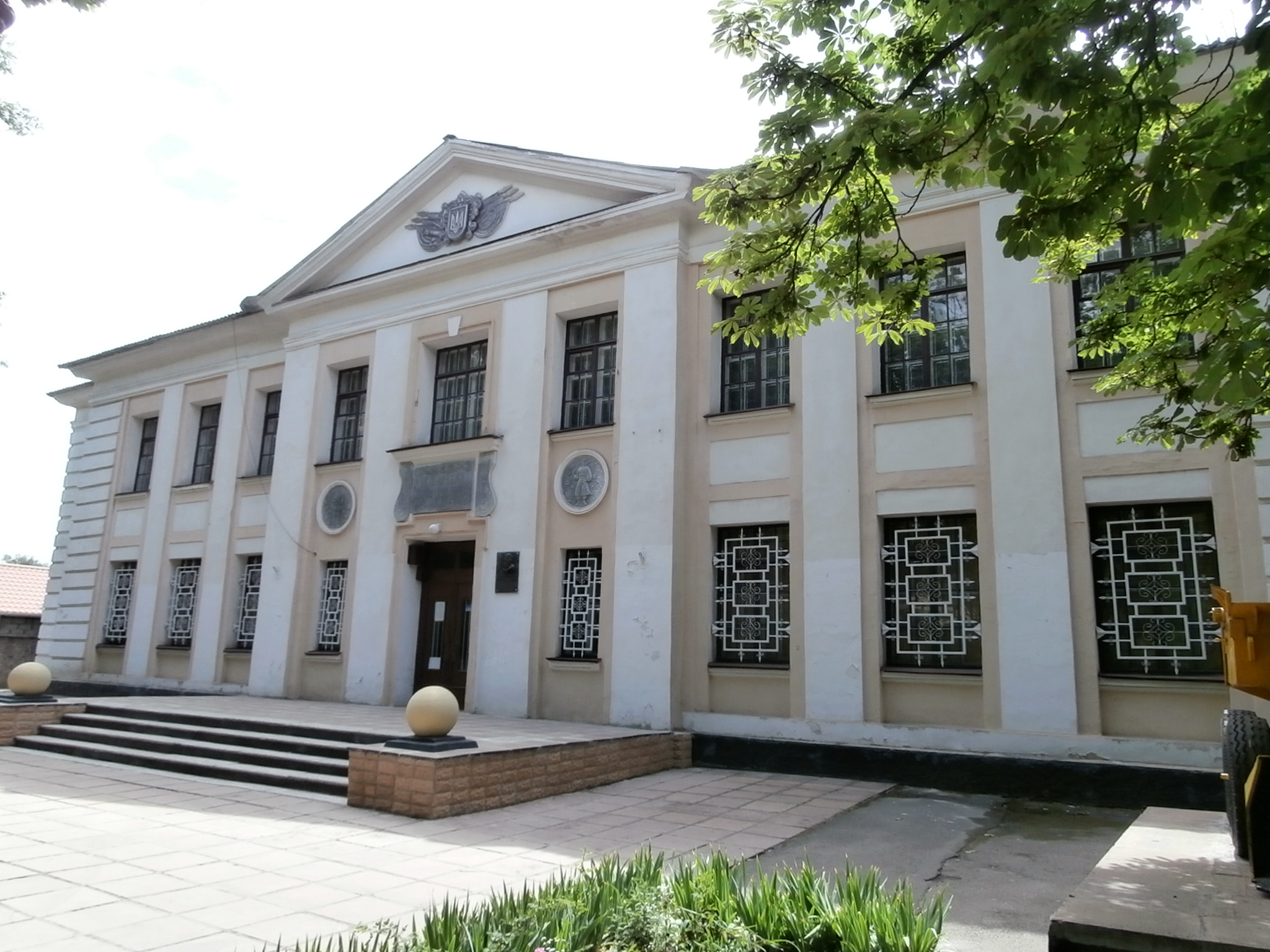
вечірня школа, з 1982[3] Жовтоводський історичний музей